# Глизе 832 ц
Глизе 832ц (Gliese 832 c, још познат као Гл 832 ц и ГЈ 832 ц) је екстрасоларна планета, удаљена око 16 светлосних година од Земље. Налази се у сазвежђу Ждрала. Астрономи наводе да је планета у орбити црвеног патуљка Глизе 832, али да се налази довољно далеко да би могао подржавати живот, но налази се на унутрашњем рубу зоне погодне за живот. Планета је 5 пута тежа од Земље.
Глизе 832ц пуно је ближи својој звезди те му година траје 36 дана, но његово сунце је хладније и тамније, те планета прима исти ниво енергије као и Земља од Сунца. Иако би могао имати сличну температуру као и Земља, под условом да има сличну атмосферу, планета би сигурно имала екстремне промене годишњих доба. Научници чекају додатне провере како би утврдили да планета нема прегусту атмосферу, због које би лако могла испасти такозвана Супер-Венера, а не Супер-Земља. То би значило да је планета преврућa за живот.